# 天體目錄
天體目錄或星表是將天體依照它們的類型、型態、來源、檢測的手段或發現的方法組合在一起的列表，通常是某種巡天調查的結果。

## 歷史上的重要星表
- 蘇菲的恆星之書，出版於964年，描述一千多顆恆星的詳細資訊，並首度述說了仙女座星系[1]和大麥哲倫雲[2][3]。
- 約翰·拜耳於1603年印製的測天圖和星表，有超過1,200顆的恆星。使用希臘字母和星座名稱的組合為恆星命名，例如半人馬座α。
- 約翰·佛蘭斯蒂德於1725年印製的Historia coelestis Britannica星表，依照恆星在星座內的赤經依序使用數字與星座名稱的組合為恆星命名，例如天鵝座61。
- 梅西爾目錄：梅西爾天體是法國天文學家查爾斯·梅西爾在1771年首先列出的天體。梅西爾天體在1781年出版，這些天體由M1-M110。
- NGC天體表於1880年代由J. L. E. Dreyer編輯完成，列出的天體從NGC0001-NGC7840。NGC天體表是最大的一個綜合天體目錄，收录了7840个天体。因為它包含所有類型的深空天體，而且沒有任何限制，例如星系。
- 亨利·德雷伯星表於1918和1924年印製，列出了超過225,000顆最亮的星，以HD為前導字，後面跟隨著6位數字。
- 派翠克·穆爾在1995年編輯的科德韋爾深空天體表以補梅西爾天體的不足，共列出了109個明亮的星團、星雲和星系，以C1至C109命名。(這是一個深受歡迎的深空天體清單[來源請求]，但不具任何天文意義的目錄，業餘天文學家在觀測其它深空天體之前會先選擇它。)
- 2MASS是最野心勃勃的每日夜空攝影計畫。目標包括首度檢測出棕矮星、廣泛的調查低質量恆星、和所有檢測到的恆星和星系目錄。已經有超過3意的點源和100萬個擴張的光源被收錄到目錄中。

## 被廣泛使用的天體目錄
- 依巴谷星表：包含大約118,000顆恆星。
- 第谷第二星表：收錄了大約250萬顆恆星。
- USNO B1.0 (1,042,618,261 恆星/星系)[4]
- 軌道星表第六版：聯星/多星系統軌道要素的星表。
- 華盛頓雙星目錄
- 耶魯亮星星表
- NOMAD[5]和相關的星表[6]。

## 外部連結
- Most astronomical catalogues can be queried electronically here（页面存档备份，存于） (Centre de Données astronomiques de Strasbourg)
- Clickable Caldwell Object table （页面存档备份，存于） （页面存档备份，存于）
- Clickable Messier Object table
- A History of Star Catalogues（页面存档备份，存于）